# 中山家吉
中山 家吉（なかやま いえよし、生没年不詳）は、江戸時代前期の槍術家。通称は角兵衛。

## 経歴・人物
竹内流槍術。風傳流槍術の始祖中山吉成の父。念流槍術をの始祖上坂半左衛門に学び、門人に飯野加右衛門がいると日夏弥助繁高の著書『本朝武芸小伝』にある。